# COLOR
Pour les articles homonymes, voir color.
COLOR est un groupe féminin de J-pop composé de quatre idoles japonaises, actif de 1998 à 2002. Le groupe interprète notamment un des génériques de la série anime Les Enquêtes de Kindaichi en 1999. L'une des membres, Komugi Kadota, quitte le groupe en 2002, et celui-ci cesse ses activités sous sa forme actuelle. Il est renommé Buzy, avec trois nouvelles membres rejoignant les trois restantes, et reprend ses activités en 2004, avant de se séparer en 2006. Les trois membres originales de COLOR restantes forment l'année suivante le groupe Mansaku avec deux ex-membres du groupe pop féminin BOYSTYLE.
Ironiquement, le nom "COLOR" est repris par un boys band japonais depuis 2004, et "Color" fut également le nom d'un groupe de rock japonais inspirateur du visual kei dans les années 1980-1990.

## Membres
- Nao Toyama (當山奈央, née le 22 février 1984 à Osaka, future Buzy puis Mansaku)
- Mayumi Niwa (丹羽麻由美, née le 12 septembre 1984 à Osaka, future Buzy puis Mansaku)
- Mao Miyazato (宮里真央, née le 19 avril 1983 à Osaka, future Buzy puis Mansaku)
- Komugi Kadota (門田こむぎ, née le 27 avril 1983 à Osaka)

## Discographie

### Singles
- 1999.07.27 : Double or Nothing (single)
- 1999.08.25 : Double or Nothing (maxi)
- 1999.11.25 : Why? (Thème d'ouverture de la série anime Les Enquêtes de Kindaichi)
- 2000.06.21 : One and Only
- 2001.01.24 : Rav & Business
- 2001.08.08 : Tsubasa Ga Nakutemo (翼がなくても)

### Albums
- 2000.08.23 : Red Discs
- 2001.11.07 : Love Execute

## Liens
- (ja) COLOR: Site officiel chez Warner Music Japan